# Gallia Belgica
Gallia Belgica (later gesplitst in Belgica Prima en Belgia Secunda) was in de Romeinse tijd een in het noordelijke deel van Gallië gelegen Romeinse provincie, die in eerste instantie tussen de Seine en de Rijn lag. Later werden in het noorden en oosten de provincies Germania Inferior en Germania Superior van Gallia Belgica afgescheiden. Aan het einde van de 5e eeuw ging het grondgebied van Gallia Belgica op in het door de Frankische koning Clovis gestichte Merovingische rijk, vernoemd naar Merovech, de stamvader van zijn dynastie. Belgica werd als Latijnse naam ook als een synoniem voor de Zeventien Provinciën en de Lage Landen gebruikt. Het is de naamgever van het huidige land België.

## De verovering door Julius Caesar
In de tijd van de Romeinse Republiek (tot 27 v.Chr.) was Julius Caesar proconsul (hoofd van een provincie) van Gallië (=land van de Kelten). Zuid-Gallië en de Rhône- vallei tot aan Vienne waren tussen 125 en 121 v.Chr. al veroverd. Caesar verklaarde de Rijn als noordgrens van Gallië en rechtvaardigde hiermee zijn veroveringstochten. In de periode van 58 v.Chr. tot 51 v.Chr. ondernam hij een aantal veldtochten tegen de stammen in Noord-Gallië. Julius Caesar handelde niet in opdracht van de Romeinse regering, maar veroverde Gallië in eigen belang.
Een der eerste veldtochten vond plaats in 58 v.Chr. in het gebied van de Elzas, waar Germaanse stammen de Rijn overgestoken waren.
De Belgae vormden een coalitieleger dat slag leverde met de legioenen van Caesar, met desastreuze gevolgen voor de Belgae. De bevolking in de overwonnen gebieden werd gedecimeerd, zij bleven achter op de slagvelden of werden als slaaf verkocht.
In de jaren 54 en 53 v.Chr. brak er onder de Eburonen onder leiding van Ambiorix een opstand uit tegen de Romeinen.
Na de opstand onder leiding van Vercingetorix en de Slag bij Alesia werd Gallië definitief bezet en de Rijn door Rome als natuurlijke grens van het Romeinse Rijk beschouwd.
Gaius Julius Caesar beschreef zijn veldtochten in zijn Commentarii de bello Gallico (Verslag over de Gallische Oorlogen).

## Gallia Belgica volgens Caesar
Gallia Belgica was volgens Julius Caesar het noordelijke deel van Gallië, waar de Belgen woonden. In zijn Commentarii de bello Gallico deelt Caesar het door hem veroverde Gallia in drie delen in: een gebied van de Belgen, een gebied waar de Aquitaniërs leven en een gebied van hen die zichzelf Kelten noemen, maar die wij, zo schrijft Caesar, Galliërs noemen:

Gallia (Gallië) is verdeeld in drie delen, waarvan er één bewoond wordt door de Belgae ("Belgen"), een ander door de Aquitani (Aquitaniërs), een derde door hen die zichzelf in hun taal Celtae (Kelten) noemen, maar die wij Galli (Galliërs) noemen. Ze verschillen onderling van taal, instellingen en wetten. De Galli zijn van de Aquitani gescheiden door de Garunna (Garonne), van de Belgae door de Matrona (Marne) en de Sequana (Seine). Van hen allen zijn de Belgae de dappersten, omdat ze het verst van de cultuur en bevolking van de provincie verwijderd zijn, omdat weinig handelaars hen bezoeken (waardoor hun geest verwijfd zou raken) en omdat ze zich het dichtst bevinden bij de Germani (Germanen), die over de Rhenus (Rijn) wonen en met wie ze oorlog voeren.

Gallia werd aanvankelijk als één geheel geregeerd. Augustus bezocht Gallia in 27 v.Chr., en voerde later een reorganisatie door van de Gallische provincie: Gallia werd onderverdeeld in de Tres Galliae, bestaande uit de Romeinse provincies Gallia Belgica, Gallia Lugdunensis en Gallia Aquitania.

## Grondgebied

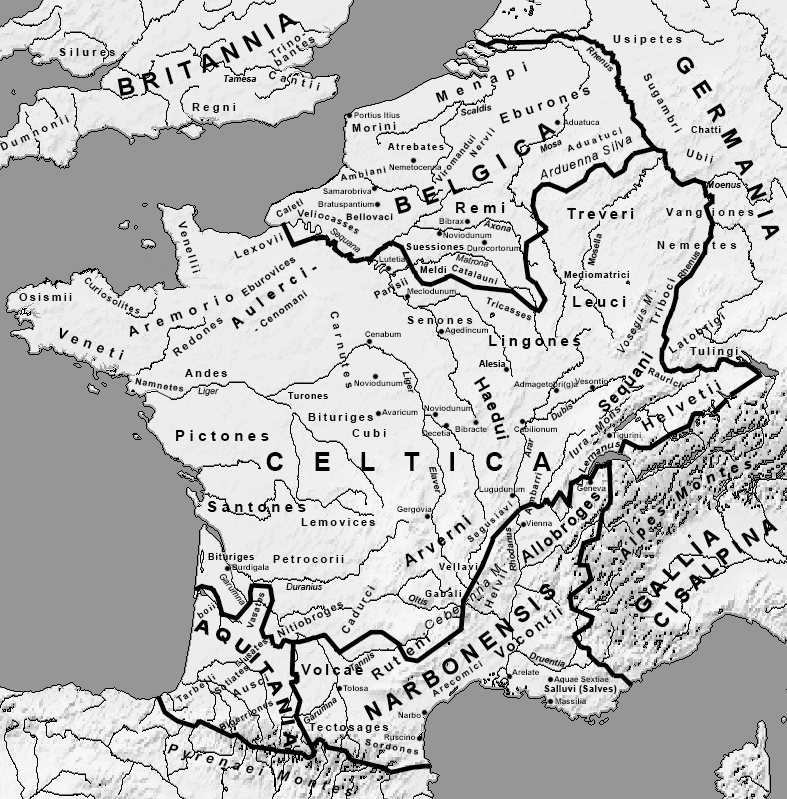
Belgica vlak vóór de inlijving (52 v.Chr.).

Caesar bepaalde de grenzen van Gallia Belgica als de Noordzee, de Nederrijn, de Ardennen en de Seine. Onder de heerschappij van Augustus werden het Rijnland en het gebied van de Helvetiërs bij Gallia Belgica gevoegd. De aldus verlegde grenzen van Gallia Belgica kunnen op basis van de opmerkingen van Plinius en Ptolemaeus over de stammen van Gallia Belgica bij benadering bepaald worden: de noordelijke grens werd nog steeds bepaald door de Noordzee, de oostelijke grens door de Rijn (vanaf de monding tot het Bodenmeer), in het zuiden grensde Belgica aan de westelijke regionen van Zwitserland en de westelijke grens reikte op sommige plaatsen tot over de Saône (hoewel de civitates gelegen op de zuidelijke- en oostelijke oever van de Seine tot Gallia Lugdunensis behoorden).
Ten tijde van Caesars verovering in 57 v.Chr., werden de Belgae ingedeeld in drie grotere gehelen. In het zuidwesten bevond zich de streek waarnaar Caesar als Gallia Belgica verwees, en waar de Ambiani, de Caleti, de Veliocasses en de Bellovaci leefden. In de noordoostelijke regio, die aan de Rijn grensde, hadden de Eburonen, de Paemani, de Caerosi en de Segni zich gevestigd, ook wel de Germani cisrhenani genoemd. Daar tussenin bevonden zich de gebieden van de Atuatuci, de Atrebati, de Morini, de Menapii, de Nervii, de Remi, de Suessiones en de Treveri.
De Belgae boden meerdere malen weerstand aan de Romeinse overheersing, waarbij vooral de Nerviërs en de Eburonen de geschiedenis zijn ingegaan als weerbarstige krijgers. De Eburonen vernietigden in 54 v.Chr. vijftien Romeinse cohorten. Caesars daaropvolgende represailles leidden tot een bijna volledige vernietiging van de Eburonen. Hoewel een totale uitroeiing onwaarschijnlijk is, kwam er genoeg land vrij voor de Tungri. Deze Germaanse stam kreeg toestemming van de Romeinen om zich in de grotendeels ontvolkte Maasvallei te vestigen.
Het gebied langs de Rijn werd niet bestuurd door de provinciegouverneur van Gallia Belgica, maar stond onder directe controle van het leger. Deze militaire districten werden tussen 82 en 90, onder keizer Domitianus, omgevormd tot de afzonderlijke provincies Germania Inferior en Germania Superior. Hierdoor verloor Gallia Belgica een strook land ten westen en zuiden van de Rijn. Tot deze gebieden behoorden ook de gebieden die wij tegenwoordig kennen als het gehele zuiden van Nederland (een groot deel van Zuid-Holland, Zeeland, Noord-Brabant, een deel van Gelderland en Nederlands Limburg). Ook de huidige Belgische provincie Limburg ging over naar Germania Inferior.
Onder keizer Diocletianus ging Gallia Belgica deel uitmaken van het diocesis Galliarum (een van de twee diocesen waaruit Gallia nu bestond). Het werd onderverdeeld in Belgica Prima in het oosten en Belgica Secunda in het westen, met als respectievelijke hoofdsteden Augusta Treverorum (Trier) en Durocortorum (Reims).
De grenzen van Gallia Belgica veranderden dus in de loop van de Romeinse tijd. E.M. Wightman stelt dat Gallia Belgica uit verschillende gebieden bestond, die nooit een natuurlijke eenheid vormden, noch op geografisch, noch op politiek niveau. De Romeinen en hun administratieve apparaat zorgden ten hoogste voor een kunstmatige eenheid, die van bovenaf werd opgelegd. Gallia Belgica werd met andere woorden gekenmerkt door een verscheidenheid aan landschappen, volkeren en tradities.

## De organisatie en urbanisatie van Gallia Belgica
Het bestuur van Gallia Belgica stond onder leiding van een provinciegouverneur met de rang van praetor. Deze zetelde in Durocortorum (het huidige Reims). Tegen het einde van periode, het is niet precies bekend wanneer, werd de hoofdstad naar Augusta Treverorum (het huidige Trier) verplaatst. De gouverneur was verantwoordelijk voor de burgerlijke administratie. Hij voerde het bevel over een aantal kleinere garnizoenen, die bijvoorbeeld moesten instaan voor het wegenonderhoud. Ook deed hij uitspraak bij gewichtigere rechtszaken.
Wat de staatspost (de cursus publicus), keizerlijke bezittingen en de financiële administratie betreft, vielen Gallia Belgica, Germania Inferior en Germania Superior onder hetzelfde ressort. De procurator van Gallia Belgica zetelde in Augusta Treverorum (het huidige Trier). Hij was tevens betaalmeester van de legers aan de Rijn. Vanaf Domitianus werd hij dan ook de procurator Belgicae utriusque Germaniae genoemd. Zijn voornaamste taken waren het ordelijk verloop van het heffen van belastingen en het beschikbaar stellen van een groot deel van dit geld voor de Rijnlegers. Om de 15 tot 40 jaar werd een volkstelling georganiseerd, zij het niet door de procurator, maar door andere, keizerlijke afgevaardigden. Gedurende Augustus' bewind bijvoorbeeld, werden driemaal een census georganiseerd, waarvan er één door Augustus zelf werd gecoördineerd.
De civitas, gevestigd in een betrouwbare oppidum, was het orgaan van de administratie op het lokale niveau, en het bestuur hiervan was verantwoordelijk voor het uitvoeren van de wet, het handhaven van de orde, en het regelen van de financiën. Onder andere het heffen van belastingen werd door het bestuur van de civitas meegeregeld, zowel via het onderhoud van wegen en het verzorgen van de ambtelijke reizigers, als via de eigenlijke inzameling van geld, graan en andere heffingen in natura. Belangrijke civitates in Gallia Belgica waren de steden Camaracum (Cambrai), Nemetacum (Arras), Samarobriva (Amiens), Noviodunum (Soissons), Durocortorum (Reims), Diuidorum (Metz) en Augusta Treverorum (Trier). Alle civitates-hoofdsteden waren knooppunten van wegen. De meeste nieuwe hoofdwegen waren waarschijnlijk ca. 15 v.Chr. reeds aangelegd, waarna men stelselmatig het volledige wegennet uitbreidde. Op het laagste niveau werd de administratie geregeld per plaats (vicus) of district (pagus). Afgevaardigden van alle civitates van de Tres Galliae kwamen regelmatig bij elkaar in de Concilium Galliarum. Dit instituut was enkel aan de keizer verantwoording verschuldigd en bezat een eigen schatkist, de arca Galliarum.
In de tijd van Augustus kende de provincie Gallia Belgica de onderstaande civitates, elk met zijn eigen hoofdstad :
- Civitas Remorum, hoofdstad : Durocortorum (Reims) ;
- Civitas Siluanectum, hoofdstad : Augustomagus (Senlis) ;
- Civitas Suessionum, hoofdstad : Augusta Suessionum (Soissons) ;
- Civitas Bellouacorum, hoofdstad : Caesaromagus (Beauvais) ;
- Civitas Ambianorum, hoofdstad : Samarobriva (Amiens) ;
- Civitas Viromanduorum, hoofdstad : Augusta Viromanduorum (Saint-Quentin) ;
- Civitas Atrebatium, hoofdstad : Nemetacum (Arras) ;
- Civitas Nerviorum, hoofdstad : Bagacum Nerviorum (Bavay) ;
- Civitas Leucorum, hoofdstad : Nasium, vanaf het einde van de eerste eeuw Tullum (Toul) ;
- Civitas Treverorum, hoofdstad : Augusta Treverorum (Trier) ;
- Civitas Mediomatricorum, hoofdstad : Divodurum (Metz) ;
- Civitas Tungrorum, hoofdstad : Atuatuca Tungrorum (Tongeren) - later overgegaan naar Germania Inferior.

Andere aanzienlijke steden waren Portus Itius, later Gesoriacum in de late oudheid Bononia genoemd (Boulogne-sur-Mer), een belangrijke vlootbasis geworden na de verovering van Britannia, Mediolanum (Évreux), Catalauni (Châlons-en-Champagne) en Vesontio (Besançon). De stad Virodunum (Verdun) werd waarschijnlijk later in de periode gesticht.
Gedurende de tweede helft van de eerste eeuw en de eerste helft van de tweede eeuw ondergingen de steden in Gallia Belgica een grondige transformatie: overal werden publieke en Mediterraan aandoende gebouwen opgericht, zoals baden, tempels, aquaducten en (amfi-)theaters. De steden breidden zich vervolgens gedurende de tweede helft van de tweede eeuw aanzienlijk uit.

## Gallia Belgica in de bronnen en het Geromaniseerde Gallia Belgica
Gallia Belgica interesseerde de Romeinse geschiedschrijvers enkel wanneer rebellie of invasies militaire tussenkomst noodzaakten. Na Caesars campagne en diens verslaggeving daarvan volgde er een periode waarin informatie slechts met tussenpozen beschikbaar is. Als gevolg van de ligging van Gallia Belgica nabij de Rijngrens werd deze provincie, meer dan de andere Gallische provincies bij gelegenheid door oorlogshandelingen getroffen. Onder meer werd in 89 een opstand in Germania Superior tegen keizer Domitianus onderdrukt.
Minder afhankelijk van de militaire gebeurtenissen verschaffen etnografen, geografen en encyclopedisten (bijvoorbeeld Strabo en Plinius De Oudere) ons informatie over de Belgae en het landschap, of geven ze ons een aantal triviale weetjes. Na Tacitus volgde opnieuw een periode waarin Gallia Belgica minder interesse wekte bij de Romeinse historiografen. De Gallische provincies beleefden een periode die gekenmerkt werd door langzame veranderingen in samenleving en economie, als gevolg van de opname in het Romeinse Rijk.

## Geschiedenis

### Eerste en tweede eeuw
Tijdens de Flavische dynastie en het bewind van Trajanus, Hadrianus en Antoninus Pius kende Gallia Belgica een periode van aanzienlijke bouwactiviteit, zowel in de steden als op het platteland.
Historiografen vestigden hun aandacht opnieuw op Gallia Belgica onder Marcus Aurelius; aan de oostgrens kreeg men te maken met invallende Chatten, terwijl het noordwesten van Gallia Belgica (het huidige Vlaanderen) rond 172 getroffen werd door een naar het zich laat aanzien omvangrijke invasie door de Chauken, afkomstig uit de kuststreek van het huidige noordwesten van Duitsland.
Grote boerderijen in de buurt van Doornik werden rond deze tijd verlaten. Hetzelfde gebeurde met het dorp Velzeke (nabij Zottegem). De stad Nemetacum (het huidige Arras) brandde af. De hoofdsteden van de Morini en de Nerviërs, respectievelijk Terwaan en Bavay, moesten in het laatste kwart van de tweede eeuw herbouwd worden. Het kostte de provinciegouverneur Didius Julianus meerdere jaren (tussen 172 en 174) om de situatie weer te normaliseren. Julianus rekruteerde troepen, waaronder waarschijnlijk een cohort Tungri uit de Maasvallei. Zij werden gelegerd in een fort in Maldegem (niet ver van Brugge) dat door middel van dendrochronologisch onderzoek als stammend uit 173 kan worden gedateerd. Didius Julianus is waarschijnlijk de man geweest die keizer Marcus Aurelius heeft geadviseerd om de Noordzeekust door middel van een groep defensieve werken tegen de Chauken te beschermen. Dit was het begin van wat bekendstaat als de Litus Saxonicum.
Afgezien van de hierboven beschreven gebeurtenissen van de vroege jaren 170 kende Gallia Belgica in de tweede eeuw echter een relatief vredige tijd van vooruitgang.

### Derde eeuw
De Constitutio Antoniniana van keizer Caracalla, uit het begin van de derde eeuw (212), verleende het Romeinse burgerschap aan bijna alle inwoners van het Romeinse Rijk. Het lijkt er echter op dat vanaf de Severische dynastie het noordwestelijke deel van Gallia Belgica minder bloeide dan voorheen het geval was geweest. Op het platteland werden een aantal villa’s verlaten, en in de steden werden minder nieuwe gebouwen opgericht. De belangrijkste factor om aan te nemen dat in het oostelijke deel van Gallia Belgica het tegendeel waar was, is het feit dat de soldaten er rijker waren dan tevoren, wat de muntcirculatie en de economische activiteit alleen ten goede kwam.

#### Het Gallische keizerrijk en de druk op Belgica Prima en Secunda
In de loop van de derde eeuw onderging Gallia Belgica een aantal aan elkaar gerelateerde veranderingen. De druk van met name de Franken op de noordgrens van het Romeinse Rijk nam geleidelijk steeds meer toe. Onder de invloed van de crisis van de derde eeuw maakte de provincie in de periode van 260 tot 274 (het grootste deel van de tijd onder leiding van keizer Postumus) zelfs deel uit van het afgescheiden Gallische keizerrijk. Dit rijk slaagde er in haar beginjaren in om een invasie van de invallende Franken af te slaan. Na het verdwijnen van het Gallische keizerrijk maakte Gallia Belgica vanaf 274 opnieuw deel uit van het Romeinse Rijk. Aangezien een groot deel van de Romeinse grenstroepen na de beslissende slag bij Chalons niet meer terugkwam, lagen de grenzen van het Romeinse Rijk nu open. Hoewel minder dan de buurprovincie Germania Inferior had Gallia Belgica vanaf 274 ook zwaar te lijden van de hernieuwde invallen van de Franken. Ook stroomden vluchtelingen binnen uit het voor een deel ontvolkte Germania Inferior.

### Vierde eeuw
Aan het einde van de derde eeuw hadden Diocletianus’ hervormingen als gevolg dat Gallia Belgica voortaan uit twee provincies bestond: Belgica Prima en Belgica Secunda, elk geregeerd door een ridderlijke praesens. Onder Constantijn de Grote stonden, een enkele uitzondering daar gelaten, senatoriale consulares aan het hoofd van Belgica Prima en Secunda.
Verscheidene Germaanse invallen hadden het aanzicht van het noordwesten van het vierde-eeuwse Gallia Belgica (Vlaanderen en aangrenzend Noord-Frankrijk) volledig veranderd: geruïneerde en verlaten villa’s, een lagere bevolkingsdichtheid en steviger versterkte steden. In Toxandrië kregen de Salische Franken, in het midden van de vierde eeuw het gebied Toxandrië van de Romeinen in leen, dit met de opdracht de verdediging tegen andere Germaanse stammen ter hand te nemen.
Het oosten en zuiden van Gallia Belgica, speciaal de vlak buiten Gallia Belgica liggende Moezelvallei maakte in de vierde eeuw juist een bloeiperiode door. Augusta Trevorum (het huidige Trier) werd zelfs een van de hoofdsteden van het gehele Romeinse Rijk. Ondertussen maakte de groeiende Kerk gebruik van de bestaande Romeinse structuren; in Gallia Belgica werden een aantal steden (Reims, Trier e.a) zetels van Christelijke bisschoppen.

### Vijfde eeuw
Een grote en met terugwerkende kracht geredeneerd misschien wel beslissende verandering kwam na de invallen van een aantal Germaanse en Iraanse stammen. Een bondgenootschap van Vandalen, Alanen en Sueben stak op 31 december 406 de bevroren Rijn over. Gallia Belgica werd op uitgebreide schaal geplunderd. De invallers trokken weliswaar al snel door naar het zuiden, maar er was grote schade aangericht, nu ook in het meer welvarende oosten. Deze werd niet meer geheel hersteld. De druk van de migrerende Germanen op het centrale zou een geleidelijk proces in gang zetten dat uiteindelijk tot het als het ware "oplossen" van het Romeinse Rijk in Gallia Belgica zou leiden. Het centrale gezag verdween. In 451 vond aan de zuidoostelijke grens van Gallia Belgica een grote en door de eeuwen heen als zeer belangrijk geziene veldslag plaats. Tijdens de Slag op de Catalaunische Velden leverden een leger dat onder andere bestond uit Hunnen, Gepiden, Ostrogoten en Alanen een grote veldslag met een leger dat bestond uit Romeinen, Visigoten en Franken. De slag eindigde onbeslist. In de jaren voor en na deze veldslag, het midden van de vijfde eeuw, viel het noorden van Gallia Belgica uiteen in een aantal Frankische koninkrijkjes, waarvan dat van Doornik het bekendste is. Het oosten en zuiden viel vanaf ongeveer 461 onder het Gallo-Romeinse Rijk (gesticht door Aegidius en voortgezet door diens zoon Syagrius). In 486 behaalde de legendarische Frankische koning Clovis, een van de zonen van de koning van Doornik, een beslissende overwinning op het Gallo-Romeinse rijk. Het hele voormalige Gallia Belgica ging nu op in het Merovingische rijk.

## Belgica als naam voor de Lage Landen

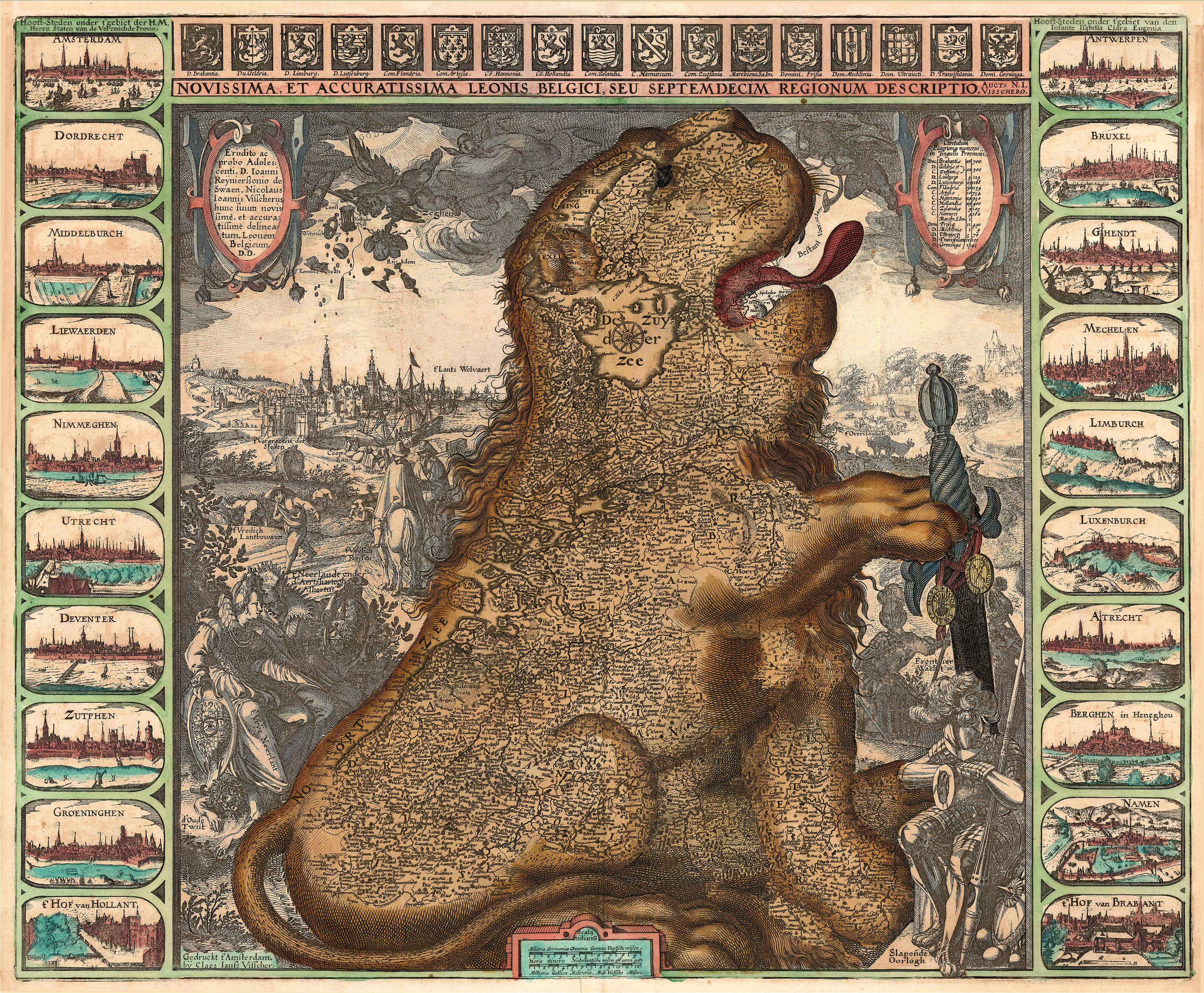
Voorstelling van de Lage Landen als Leo Belgicus door Claes Janszoon Visscher, 1609.

Alhoewel de naam "Belgica" nu voor het koninkrijk België is voorbehouden, verwees deze benaming voor de 16de-eeuwse splitsing van de Lage Landen naar het hele gebied van de Lage Landen inclusief het noorden. Tijdens de Renaissance werd de naam Belgica, als latinisatie, wel als alternatief voor de Zeventien Provinciën gebruikt, dit gebaseerd op de historische ligging van Belgica. Belgica werd zo een synoniem voor de Nederlanden en Nederlands. Met de opstand in 1568 en het ontstaan van de Republiek der Zeven Verenigde Nederlanden in 1581 neemt deze de naam Belgica ook over in zijn Latijnse benaming: Belgica Confoederata, hoewel men in het Nederlands steeds de naam Nederlanden bleef gebruiken. De Zeventien Provinciën werden toen verdeeld in een onafhankelijk Belgica Foederata of de federale Nederlandse Republiek en de Belgica Regia of de koninklijke Zuidelijke Nederlanden onder de Habsburgse kroon. Zo geven verschillende kaarten uit de tijd van de Nederlandse Republiek, die uit de Noordelijke Nederlanden bestond, en dus geen verband met het land België heeft, de Latijnse titel Belgium Foederatum.
In een Belgisch Latijn-Frans woordenboek uitgegeven in Brussel in 1826 door P.J. De Mat wordt het woord "Belga" vertaald als "Flamand" (Vlaams). Gaandeweg werd de naam ook in het Frans gebruikt om de Nederlanden aan te duiden en dan meer bepaald de Zuidelijke die van de Noordelijke gescheiden waren, omdat er in de Noordelijke geen Franstalige gebieden bestonden. Aldus ontstond de moderne naam België.